# Stanwood (Washington)
Stanwood es una ciudad ubicada en el condado de Snohomish en el estado estadounidense de Washington. En el año 2000 tenía una población de 5.403 habitantes y una densidad poblacional de 770,4 personas por km².

## Geografía
Stanwood se encuentra ubicada en las coordenadas 48°14′32″N 122°21′4″O / 48.24222, -122.35111.

## Demografía
Según la Oficina del Censo en 2000 los ingresos medios por hogar en la localidad eran de $44.512, y los ingresos medios por familia eran $52.996. Los hombres tenían unos ingresos medios de $40.457 frente a los $26.738 para las mujeres. La renta per cápita para la localidad era de $16.775. Alrededor del 12,0% de la población estaban por debajo del umbral de pobreza.